# Золотуха (Владимирская область)
Золотуха — посёлок в Кольчугинском районе Владимирской области России, входит в состав Ильинского сельского поселения.

## География
Посёлок расположен на берегу реки Пекша в 11 км на северо-запад от центра поселения посёлка Большевик и в 14 км на север от райцентра города Кольчугино.

## История
В XIX — начале XX века деревня входила в состав Давыдовской волости Юрьевского уезда, с 1925 года — в составе Кольчугинской волости Александровского уезда. В 1859 году в деревне числилось 2 двора.
В 1868 году помещиком из Юрьевского уезда Иваном Ивановичем Пашковым в Золотухе была построена ткацкая фабрика. Вскоре фабрика была продана московскому купцу Слушаеву, который расширил фабрику и переоборудовал в прядильную. В те времена на фабрике работало более 1000 человек. В Золотухе было построено 5 частных лавок, школа, хлебопекарня, общежитие, баня и чайная. После революции 1917 года фабрика была национализирована. Фабрика была оборудована 120 прядильными станками. В сутки вырабатывалось более 10 тыс.метров ткани. Директором фабрики был гражданин Колесов.
В 1930 году прядильная фабрика закрылась из-за недостатка сырья. В здании бывшей фабрики были организованы курсы повышения квалификации работников сельского хозяйства (трактористов и комбайнеров) межобластного значения. В середине 30-х здание фабрики было переоборудовано в промкомбинат, а затем в деревообрабатывающую фабрику, которая просуществовала до 1952 года. С 1952 по 1958 г. на фабрике была организована МТС (машино - тракторная станция), техника которой обрабатывала земли Кольчугинского района. Директорами МТС были Олесов и Давыдов. После 1958 года вся техника МТС была передана в колхозы Кольчугинского района. В 1959 году на базе МТС был организован цех-филиал Московского завода Ветзоотехника. Начальником которого был назначен представитель Ветзоотехники Элентух Иосиф Соломонович. В октябре 1959 года цех был преобразован в завод "Ветприбор". на заводе было два участка: деревообрабатывающий (начальник М.Т. Саков) и механический (начальник Д.У. Сергиевич). Завод начал выпускать ветеринарную аппаратуру, термосы для осеменения. термостаты, чемоданы для ветеринарных врачей, биомешалки, тавро для клеймения животных, зеркала ветеринарные, банки молокопоилки.
С организацией завода в поселке развернулось строительство жилищного фонда и объектов социального значения. Построен первый 16 квартирный жилой дом с котельной, а также 9 деревянных домов для работников завода, созданы 2 водоёма «Щукин пруд» и «Фролов пруд». С 1961 г. по 1963 г. заводом руководил директор В.Я. Самойлов, а с 1963 г. по 1973 г. директором был В.М. Воробьев. В 1964 году на заводе был организован швейный участок для пошива спецодежды ветеринарным врачам. В 1970 году в поселке был открыт Дом культуры и отдыха на берегу реки Пекша. Был построен детский сад и второй 16 квартирный жилой дом. В 80-е годы была произведена реконструкция здания завода.
В начале 90-х годов завод пришёл в упадок. Станки, механизмы и оборудование предприятия было распродано новыми собственниками. Здание предприятия сгорело во время пожара.
С 1929 года посёлок Золотуха являлся центром Золотухинского сельсовета Кольчугинского района, с 1954 года — в составе Ильинского сельсовета, с 2005 года — в составе Ильинского сельского поселения.

## Население
| 1859 | 2002 | 2010 | 2021 |
| ---- | ---- | ---- | ---- |
| 17   | ↗323 | ↘281 | ↘186 |

## Инфраструктура
В посёлке имеются фельдшерско-акушерский пункт, дом культуры, отделение федеральной почтовой связи.

## Транспорт
Пригородный автобусный маршрут № 107к связывает Золотуху с районным центром Кольчугино.